# گلوله سوختی

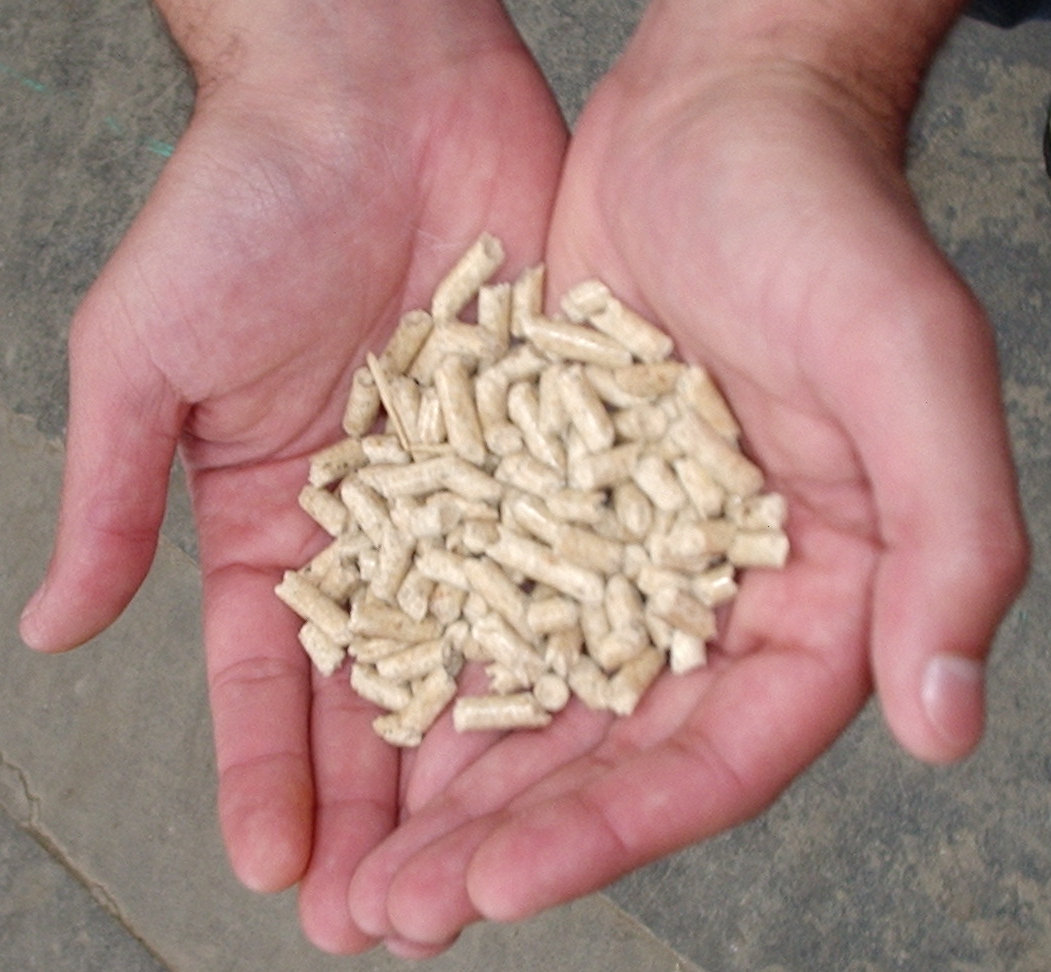
گلوله‌های چوبی

گلوله‌های سوختی (یا سوخت‌گلوله) سوخت‌های زیستی تولیدشده از مواد آلی فشرده و یا زیست‌توده هستند. گلوله‌ها می‌توانند از هر یک از پنج دسته کلی زیست توده ساخته شوند: زباله‌های صنعتی و محصولات ترکیبی، ضایعات موادغذایی، باقیمانده‌های کشاورزی، محصولات زیست‌سوختی و الوار خالص. گلوله‌های چوبی رایج‌ترین گونه سوخت گلوله‌ای هستند و به‌طور کلی از خاک‌اره فشرده و ضایعات صنعتی مرتبط با فرز چوب، تولید محصولات چوب و مبلمان و ساخت‌وساز ساخته شده‌اند. دیگر منابع زباله‌های صنعتی شامل شاخه‌های پوک میوه، پوسته‌های هسته نخل، پوسته نارگیل و درختان و شاخه‌های درختان که در هنگام عملیات درخت‌بری ازمیان می‌روند.

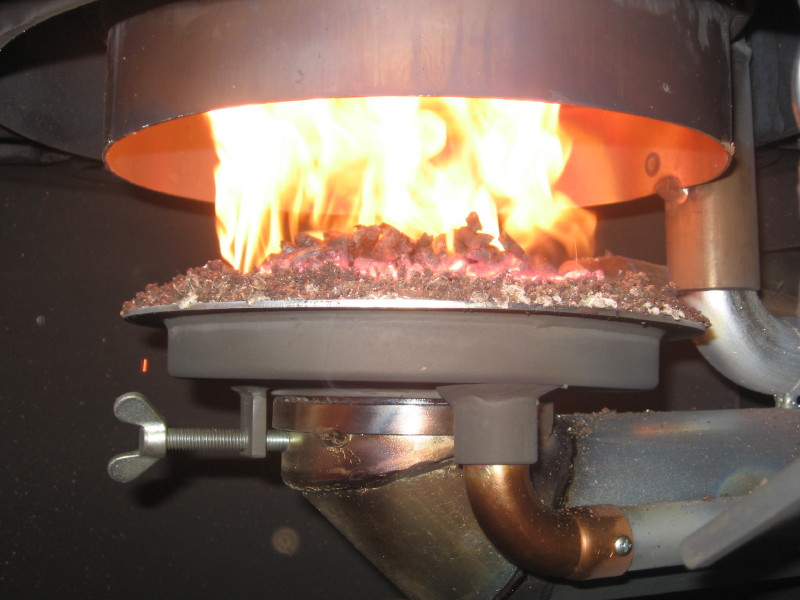
بخاری گلوله‌های چوب سوختی

شاید واژه «هیزمک» معادل مناسبی برای فارسی زبانان باشد. 